# تفاعل اسمي
التفاعل الاسمي  عبارة عن تفاعل كيميائي تم تسميته باسم مكتشفيه أو مطوريه. وتشتمل أمثلته المعروفة على تفاعل فيتيغ، تكاثف كلايزن، تفاعل أسيلة فريدل كرافت، وتفاعل ديلز-ألدر. ومن بين عشرات الآلاف من التفاعلات العضوية المعروفة، فإنه يوجد منها المئات التي أصبحت معروفة بالقدر الكافي بأسماء أشخاص. وقد تم نشر كتب معينة لتكون مخصصة حصرياً للتفاعلات الاسمية،  مثل «فهرس أو وثيقة ميرك» وهي عبارة عن موسوعة كيميائية تتضمن ملحقاً عن التفاعلات الاسمية.
بسبب تطور الكيمياء العضوية خلال القرن العشرين، فإن الكيميائيين قد بدؤا بربط أو بإقران التفاعلات المفيدة تصنيعيًا بأسماء مكتشفيها أو مطوريها، وفي كثير من الحالات، لا يعدو أن يكون الاسم للتذكر فقط. وهناك بعض الحالات المعروفة التي تكون فيها التفاعلات لم تكتشف فعليًا بواسطة ما أطلق عليها من اسم. ومن أمثلة ذلك تفاعل إعادة ترتيب باميرر وتفاعل اختزال بيرتش.
على الرغم من أن النهج المنظم لتسمية التفاعلات يعتمد على آلية حدوث التفاعل أو على التحول الشامل المتواجد (مثل التسمية أو جداول التعريف للتحولات IUPAC)، إلا أن الأسماء الوصفية كثيرًا ما تكون غير عملية وليست متخصصة بما فيه الكفاية، ولذلك فإن أسماء الأشخاص غالبًا ما تكون أكثر عملية للتواصل الفعال.